# Tannhäuser (banda)
Tanhäuser es el nombre de una banda instrumental sevillana que se mueve entre el post-rock, con elementos de ambient, y el krautrock.

## Historia
La banda se creó a principios de 2006 y la conformaron Alejandro Arcenegui (bajo), Iñaki García (guitarra), Raúl Burrueco (guitarra) y Valentín García (batería). A finales de ese mismo año ya actuarían en el Fnac de Sevilla, viajando también a Dublín donde tocan con  Story of Hair. Esta experiencia acabaría marcando al grupo. Regresan a finales de 2007 para presentar su primera maqueta al Proyecto Demo 08, obteniendo el 2 º puesto del público y el 10º del jurado.
Hasta febrero de 2008 no graban su primer EP de 4 canciones, presentado en el Fun Club de Sevilla. Posteriormente participan en el Festival Jamón Pop de Cortegana (Huelva), junto a grandes exponentes de la música independiente nacional e internacional.
Su primer LP se graba en mayo de 2009 en los estudios “La Mina”, de Sevilla, y se edita bajo el nombre “Para entonces habrás muerto”, lanzado por el sello Foehn Records. En el año 2010 entra en el grupo Eduardo Escobar. Posteriormente ese mismo año ganan el premio Desencaja del Instituto Andaluz de la Juventud, lo cual les sirve de impulso para grabar su EP “Movimiento estacional” en los estudios “Eureka” de Córdoba y posteriormente tocar en las ediciones de 2011 tanto del Primavera Sound como del FIB.
En 2012, a la vez que se incorpora Juan Luis Castro, publican su segundo LP, titulado “Voces”, editado también bajo el paraguas de Foehn y grabado de nuevo en “La Mina”.

## Discografía
- Para entonces habrás muerto (2009, Foehn)

1. Rock off
2. Arkanoid
3. Ötzi
4. Tannhäuser
5. Poseidonia
6. Temporal
7. Disturbio
8. Fin de año
9. 125
10. DK
11. Turmalina

- Movimiento estacional (2011, Foehn/IAJ)

1. Ceremonia
2. Ártica
3. Error y culpa
4. Eslovaquia

- Voces (2012, Foehn)

1. Godzilla
2. U-Matic
3. Ártica
4. El tercer hombre
5. Vigilia
6. Error y culpa
7. Acrofobia
8. Ondina